# Brazen Head
Brazen Head è il terzo EP della punk rock band statunitense $wingin' Utter$ pubblicato per la Fat Wreck Chords nel 1999.

## Tracce
1. Brazen Head
2. From The Observatory
3. Something Sticky
4. Movers & Morons
5. Twenty-Three
6. Smokestack Dreams

## Formazione
- Johnny Bonnel - voce
- Max Huber - chitarra
- Spike Slawson - basso
- Greg McEntee - batteria
- Darius Koski - chitarra, voce